# Бор (Ям-Тёсовское сельское поселение)
Бор — деревня в Ям-Тёсовском сельском поселении Лужского района Ленинградской области.

## История
БОРИ — деревня, число жителей по X-ой ревизии 1857 года: 88 м. п., 88 ж. п.

БОР — деревня при реке Оредеж. Борского сельского общества, прихода села Успенского.
 
Крестьянских дворов — 43. Строений — 183, в том числе жилых — 37. Школа, ветряная мельница, 2 суровские лавки, питейный дом.

Число жителей по семейным спискам 1879 г.: 109 м. п., 119 ж. п.; по приходским сведениям 1879 г.: 106 м. п., 117 ж. п.

Согласно подворной описи 1882 года:

БОРИ — деревня Боровского общества Бельско-Сяберской волости
  
домов — 60, душевых наделов — 87,  семей — 48, число жителей — 153 м. п., 137 ж. п.; разряд крестьян — собственники

Сборник Центрального статистического комитета описывал её так:

БОР — деревня бывшая удельная при реке Череменке, дворов — 37, жителей — 201; Часовня, школа, 2 лавки. (1885 год)

В конце XIX — начале XX века деревня административно относилась к Тёсовской волости 5-го стана 3-го земского участка Новгородского уезда Новгородской губернии.

БОР — деревня Боровского сельского общества, дворов — 53, жилых домов — 53, число жителей: 130 м. п., 122 ж. п. 

Занятия жителей — земледелие, выпас телят. Часовня, школа, хлебозапасный магазин, мелочная лавка, винная лавка. (1907 год)

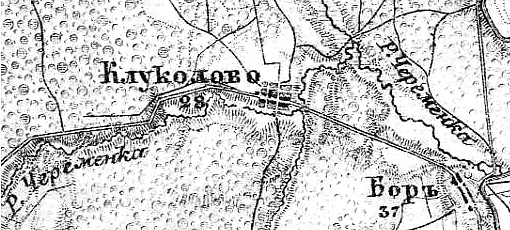
Деревня Бор на карте 1915 года

Согласно карте из «Исторического атласа Санкт-Петербургской Губернии» 1915 года деревня Бор насчитывала 37 крестьянских дворов.
С 1917 по 1927 год деревня Бор входила в состав Тёсовской волости Новгородского уезда Новгородской губернии. 
С 1927 года, в составе Никулинского сельсовета Оредежского района.
В 1928 году население деревни Бор составляло 250 человек.
По данным 1933 года деревня Бор являлась административным центром Никулкинского сельсовета Оредежского района, в который входили 3 населённых пункта; деревни Бор, Никулкино, Остров, общей численностью населения 746 человек.
По данным 1936 года в состав Никулкинского сельсовета с центром в деревне Бор входили 3 населённых пункта, 179 хозяйств и 3 колхоза.
Деревня была освобождена от немецко-фашистских оккупантов 5 февраля 1944 года.
С 1954 года, в составе Череменского сельсовета.
С 1959 года, в составе Лужского района.
В 1965 году население деревни Бор составляло 90 человек.
По данным 1966 года деревня Бор входила в состав Череменского сельсовета Лужского района.
По данным 1973 года деревня Бор входила в состав Чоловского сельсовета.
По данным 1990 года деревня Бор входила в состав Приозёрного сельсовета.
В 1997 году в деревне Бор Приозёрной волости проживали 16 человек, в 2002 году — 27 человек (русские — 96 %).
В 2007 году в деревне Бор Ям-Тёсовского СП проживали 15 человек, в 2010 году — 30, в 2013 году — 12.

## География
Деревня расположена в восточной части района на автодороге 41К-662 (Оредеж — Тёсово-4 — Чолово).
Расстояние до административного центра поселения — 19 км.
Расстояние до ближайшей железнодорожной станции Чолово — 8 км. 
Деревня находится на правом берегу реки Оредеж

## Демография
| 1879 | 1885 | 1909 | 1997 | 2007 | 2010 | 2013 |
| ---- | ---- | ---- | ---- | ---- | ---- | ---- |
| 228  | ↘201 | ↗252 | ↘16  | ↘15  | ↘3   | ↗12  |
| 2017 |      |      |      |      |      |      |
| ↘6   |      |      |      |      |      |      |

## Улицы
Новая, Центральная.